# 圣洛伦索 (波塔莱格雷)
圣洛伦索（葡萄牙語：São Lourenço）是葡萄牙波塔莱格雷区的一个堂区。总面积12.29平方公里，总人口5781人，人口密度470.3人/平方公里。